# Pio Valenzuela

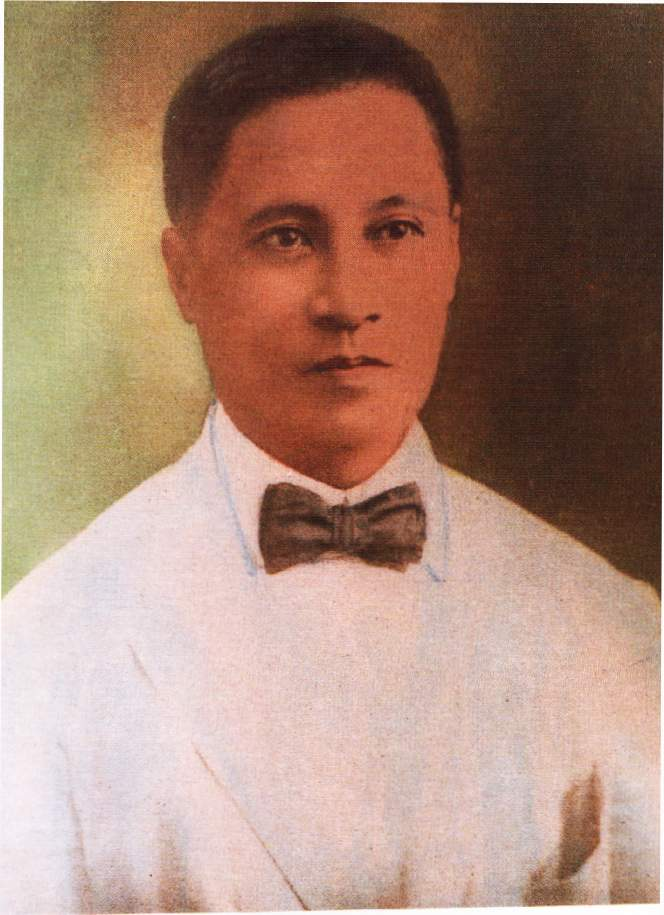
Pio Valenzuela

Pio Valenzuela (Polo, 11 juli 1869 - 6 april 1956) was een Filipijns revolutionair en politicus. Hij was een van de leiders van de Katipunan en was later van 1919 tot 1925 gouverneur van de provincie Bulacan.

## Biografie
Pio Valenzuela werd geboren op 11 juli 1869 in Polo, tegenwoordig een barangay in Valenzuela in Metro Manilla. Zijn ouders waren Francisco Valenzuela en Lorenza Alejandrino, beide van goede afkomst. Valenzuela studeerde na het voltooien van het Colegio de San Juan de Letran medicijnen aan de University of Santo Tomas, waar hij in 1895 zijn diploma behaalde. Tijdens zijn studie sloot hij zich in juli 1892 aan bij de ondergrondse revolutionaire beweging Katipunan, die toen pas net een week bestond. Hij behoorde samen met Andres Bonifacio en Emilio Jacinto tot de geheime kamer van de beweging. In maart 1896 kwam de eerste editie van de Kalayaan, het nieuwsblad van de Katipunan uit. Valenzuela was redacteur van deze eerste editie en schreef ook een van de artikelen. Na het verschijnen van de Kalayaan nam het ledental van de Katipunan fors toe. Daarnaast hielp hij actief mee bij het oprichten van lokale afdelingen van de beweging.
In juni 1896 werd hij door Andres Bonifacio naar Dapitan gestuurd om de concrete plannen van de Katipunan om een revolutie te starten met José Rizal te bespreken. Rizal reageerde negatief op de plannen van de Katipunan. Hij zei hem dat de Filipijnse Revolutie niet begonnen diende te worden voor er voldoende wapens en munitie geregeld was. Na de ontdekking van de Katipunan door de Spaanse autoriteiten vluchtte hij op 20 augustus naar Balintawak. Op 1 september gaf hij zich over na een amnestiedecreet van de Spaanse gouverneur-generaal Ramon Blanco. Hij werd door de Spanjaarden opgesloten in Fort Santiago. Later werd hij gedeporteerd naar Spanje waar Valenzuela werd veroordeeld tot een levenslange gevangenisstraf. Hij zat vast in Madrid, Malaga, Barcelona en Melilla in Afrika.
Na de Vrede van Parijs kwam hij op vrije voeten en keerde hij in april 1899 terug in de Filipijnen. Daar werd hij eerst weer kort gevangengezet, omdat hij beschouwd werd als een radicale propagandist. Later dat jaar werd hij benoemd tot de eerste burgemeester van zijn geboorteplaats Polo. Ook was hij van 1902 tot 1995 leider van het militaire district in zijn provincie. Later werd hij in 1919 gekozen tot gouverneur van de provincie Bulacan. In 1922 werd hij herkozen voor een nieuwe termijn. Hij stond bekend als iemand die hard optrad tegen fraude en corruptie. Na het einde van zijn 2e termijn als gouverneur in 1925 schreef hij zijn memoires over de revolutie en was hij actief als dokter. Zijn memoires werden door historici met scepsis ontvangen, omdat zijn relaas nogal wat inconsistenties bevatten.
Valenzuela overleed in 1956 op 86-jarige leeftijd. Hij was vanaf 1900 getrouwd met Marciana Castro en kreeg met haar tien kinderen. De stad waarin zijn geboorteplaats Polo nu ligt is ter ere van hem Valenzuela genoemd.